# Чепіль Данило Васильович
Данило Васильович Чепіль (нар. 4 лютого 1953, смт Меденичі, нині Дрогобицького району Львівської області) — український архітектор, краєзнавець, громадський діяч. Державна премія України в галузі архітектури (2005). Почесний громадянин Тернополя (2013).

## Життєпис

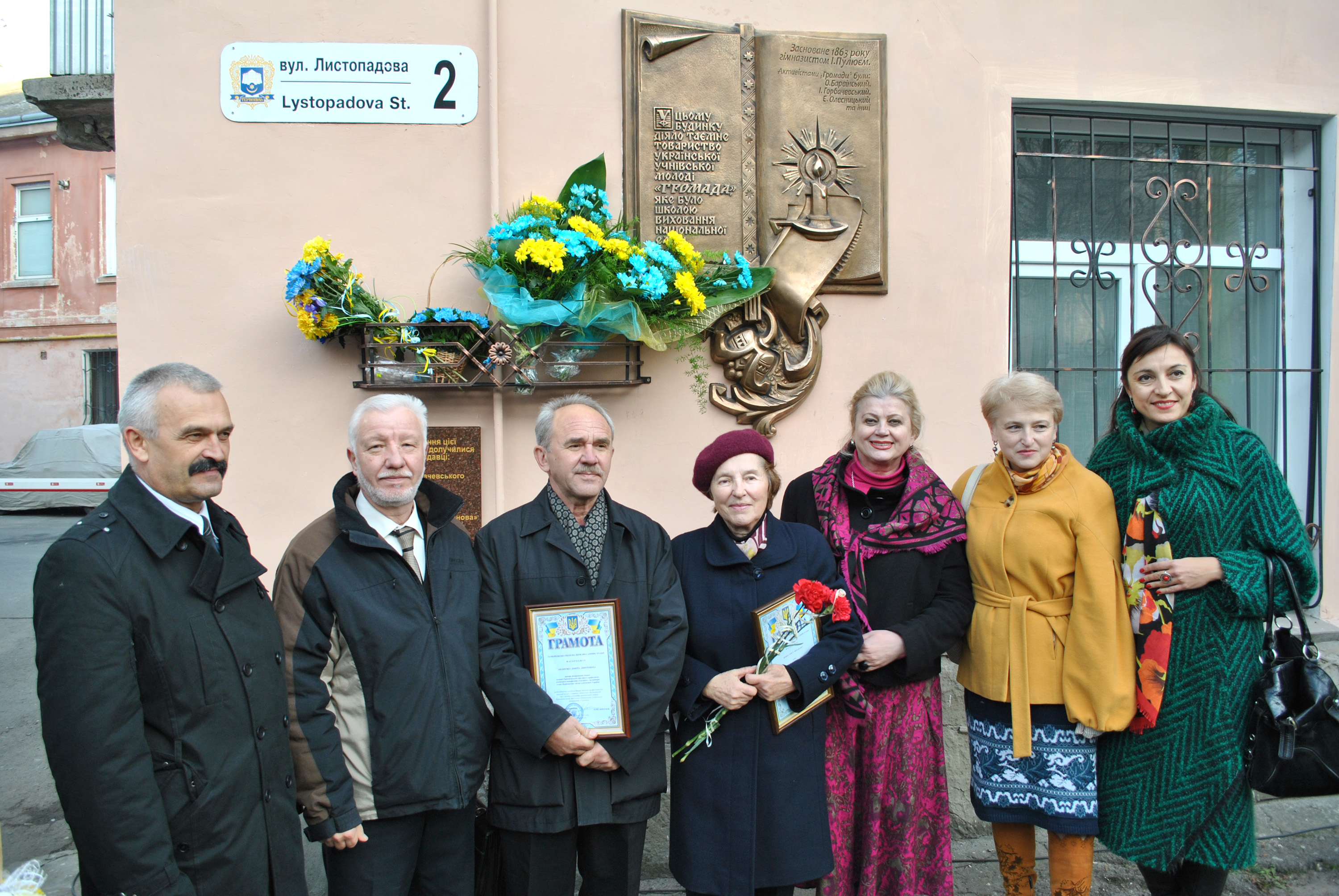
На відкритті пам'ятної дошки членам тернопільської «Громади»

Закінчив архітектурний факультет Львівського політехнічного інституту (1975, нині національний університет «Львівська політехніка»).
Працював у проектному інституті «Держндіхімфотопроект» у м. Шостка Сумської області.
У м. Тернопіль: архітектор у проектних інститутах «Укооппроект», «Діпроцивільпромбуд», 1985—1989 — заступник головного архітектора міста, 1990—1995 — керівник управління містобудування та архітектури-заступник голови міськвиконкому, 1995—2002 — радник міського голови, від 2002 — заступник начальника управління містобудування та архітектури. Спеціаліст-практик у галузі урбаністики.

## Доробок
Автор і співавтор
- герба Тернопільської області,
- Зарваницького духовного центру (Державна премія України),
- церкви св. Володимира та Ольги (Тернопіль),
- проектів пам'ятників
  - Іванові Франку (Тернопіль)
  - митрополиту Василеві Липківському (Тернопіль)
  - Олександрові Смакулі (с. Доброводи Збаразького району),
  - Миколі Михалевичу (с. Чернелів-Руський Тернопільського району),
  - Соломії Крушельницькій  (Тернопіль, 2010)
  - воїнам-«афганцям» (Тернопіль)
  - жертвам Чорнобильської катастрофи (Тернопіль)
  - монумент Незалежності (Тернопіль, 2012)
- реконструкції Залізничного вокзалу в Тернополі,
- меморіальної дошки товариству «Громада» (вул. Листопадова) в Тернополі та інших.